# Cyber Sunday
Cyber Sunday was een jaarlijks professioneel worstel-pay-per-view (PPV) evenement dat georganiseerd werd door de Amerikaanse worstelorganisatie World Wrestling Entertainment (WWE). Van 2004 tot 2005 stond het evenement bekend als Taboo Tuesday, omdat het op dinsdag werd gehouden; in 2006 werd het evenement verplaatst naar de meer traditionele zondagavond voor PPV's en werd het omgedoopt tot Cyber Sunday. Het thema van het evenement was de mogelijkheid voor fans om te stemmen op bepaalde aspecten van elke wedstrijd, met behulp van hun personal computers en sms-berichten via mobiele telefoons. De stemming begon meestal in het midden van een aflevering van Raw een paar weken van tevoren en eindigde tijdens de pay-per-view, vaak vlak voordat de wedstrijd zou beginnen. Hierdoor werd het evenement gefactureerd als een 'interactieve pay-per-view'.

## Geschiedenis
Toen het nog Taboo Tuesday heette, was het het eerste pay-per-view evenement van de WWE dat op dinsdag gehouden werd sinds Tuesday in Texas in 1991. Hoewel het de eerste keer werd gehouden in oktober 2004, werd de tweede show uitgezonden in het begin van november om concurrentie van de Major League Baseball te voorkomen. Een ander probleem was dat het evenement werd gehouden op dinsdag, de avond dat SmackDown! werd opgenomen. Dit maakte het noodzakelijk dat SmackDown! shows van die week op zondagavond moesten worden opgenomen of rechtstreeks uitgezonden moesten worden. De problemen leidden er uiteindelijk toe dat de show omgedoopt werd in Cyber Sunday en op zondagavonden gehouden werd.
Kenmerkend voor de Cyber Sunday was dat liefhebbers op WWE.com online konden stemmen op bepaalde aspecten van de show. De stemming begon meestal in het midden van een RAW show een week voordien en eindigde tijdens het pay-per-view evenement, vaak enkele ogenblikken voordat de wedstrijd ging beginnen. Bij elke wedstrijd van Cyber Sunday kon op een bepaald aspect daarvan gestemd worden, variërend van de wedstrijdvoorwaarden tot de keuze van de tegenstanders of de partner van de worstelaar. Daarom werd Cyber Sunday wel "interactief" genoemd, hoewel er weinig interactie plaatsvond.

## Chronologie
| Evenement          | Datum           | Stad                  | Main event |
| ------------------ | --------------- | --------------------- | --- |
| Taboo Tuedsay      |                 |                       | |
| Taboo Tuesday 2004 | 19 oktober 2004 | Milwaukee, Wisconsin  | Randy Orton vs. Ric Flair in een Steel cage match |
| Taboo Tuesday 2005 | 1 november 2005 | San Diego, Californië | John Cena vs. Kurt Angle vs. Shawn Michaels in een Triple Threat match voor het WWE Championship                                                                                                 |
| Cyber Sunday       |                 |                       | |
| Cyber Sunday 2006  | 5 november 2006 | Cincinnati, Ohio      | King Booker (met Queen Sharmell) vs. WWE Champion John Cena vs. ECW World Heavyweight Champion Big Show in een Champion of Champions Triple Threat match voor het World Heavyweight Championship |
| Cyber Sunday 2007  | 28 oktober 2007 | Washington (D.C.)     | Batista vs. The Undertaker voor het World Heavyweight Championship (met Stone Cold Steve Austin als speciale gast scheidsrechter)                                                                |
| Cyber Sunday 2008  | 26 oktober 2008 | Phoenix, Arizona      | Chris Jericho (c) vs. Batista voor het World Heavyweight Championship (met Stone Cold Steve Austin als speciale gast scheidsrechter)                                                             |